# Émile Boudier
Pour les articles homonymes, voir Boudier.
Jean-Louis Émile Boudier est un pharmacien et un mycologue français, né le 6 janvier 1828 à Garnay (Eure-et-Loir) et mort le 4 février 1920 à Blois (Loir-et-Cher), à l'âge de 93 ans.

## Biographie
Il embrasse en 1852 la carrière de son père, pharmacien d'officine et naturaliste, excellent mycologue et entomologiste, qui lui communique sa passion pour la science de la nature.
Reçu au diplôme de pharmacien de première classe le 4 mai 1852, Émile Boudier fonde la pharmacie de l'établissement thermal d'Enghien-les-Bains en 1853. Puis il reprend l'officine paternelle où il exerce pendant vingt-cinq ans, jusqu'en 1878, date à laquelle il se retire pour se consacrer à ses recherches scientifiques favorites jusqu'à sa mort. Il dirige pendant près de trente ans des herborisations mycologiques hebdomadaires dans les forêts de la région Île-de-France, suivi par de nombreux mycologues de France et de l'étranger.
D'abord passionné pour l'entomologie pour laquelle il excelle et réunit une importante collection, sa seconde passion se révèle au cours des herborisations avec le célèbre mycologue Joseph-Henri Léveillé(1796-1870), qu'il a la chance d'avoir pour voisin à Montmorency. En 1854, il contribue à la création de la Société botanique de France, qu'il préside en 1901. Il correspond de façon soutenue avec Pierre-Eudoxe Dubalen, fondateur de la Société mycologique des Landes.
En 1864, il est élu correspondant de l'Académie de médecine qui lui décerne le prix Orfila pour son mémoire Les Champignons au point de vue de leurs caractères usuels, chimiques et toxicologiques, publié deux ans plus tard avant d'être traduit en allemand.
En 1870, le pillage de sa collection d'insectes rares par les Allemands l'incite à se consacrer exclusivement aux champignons.
Il publie une monographie sur les Ascobolées (1868). Puis il s'attèle à la rénovation de la systématique des Discomycètes, après avoir découvert l'importance de la déhiscence des asques (ou thèques), qui le conduit à diviser la sous-classe des Discomycètes en operculés et inoperculés. Il réunit ses observations en 1885 dans son Essai sur la classification des Discomycètes charnus, ouvrage couronné par le prix Desmazières, décerné par l'Académie des sciences en 1887.
En 1884, il est avec Lucien Quélet (1832-1899) et Antoine Mougeot (1815-1889), l'un des fondateurs de la Société mycologique de France, qu'il présidera de 1887 à 1890, avant d'être élu président honoraire, puis président d'honneur en février 1903. En 1905, il devient membre honoraire de la British Mycological Society puis correspondant de l'Académie des sciences en 1908.
Vient ensuite son œuvre la plus importante avec Les Discomycètes d'Europe (1907) et Histoire et classification des Discomycètes d'Europe (1909).

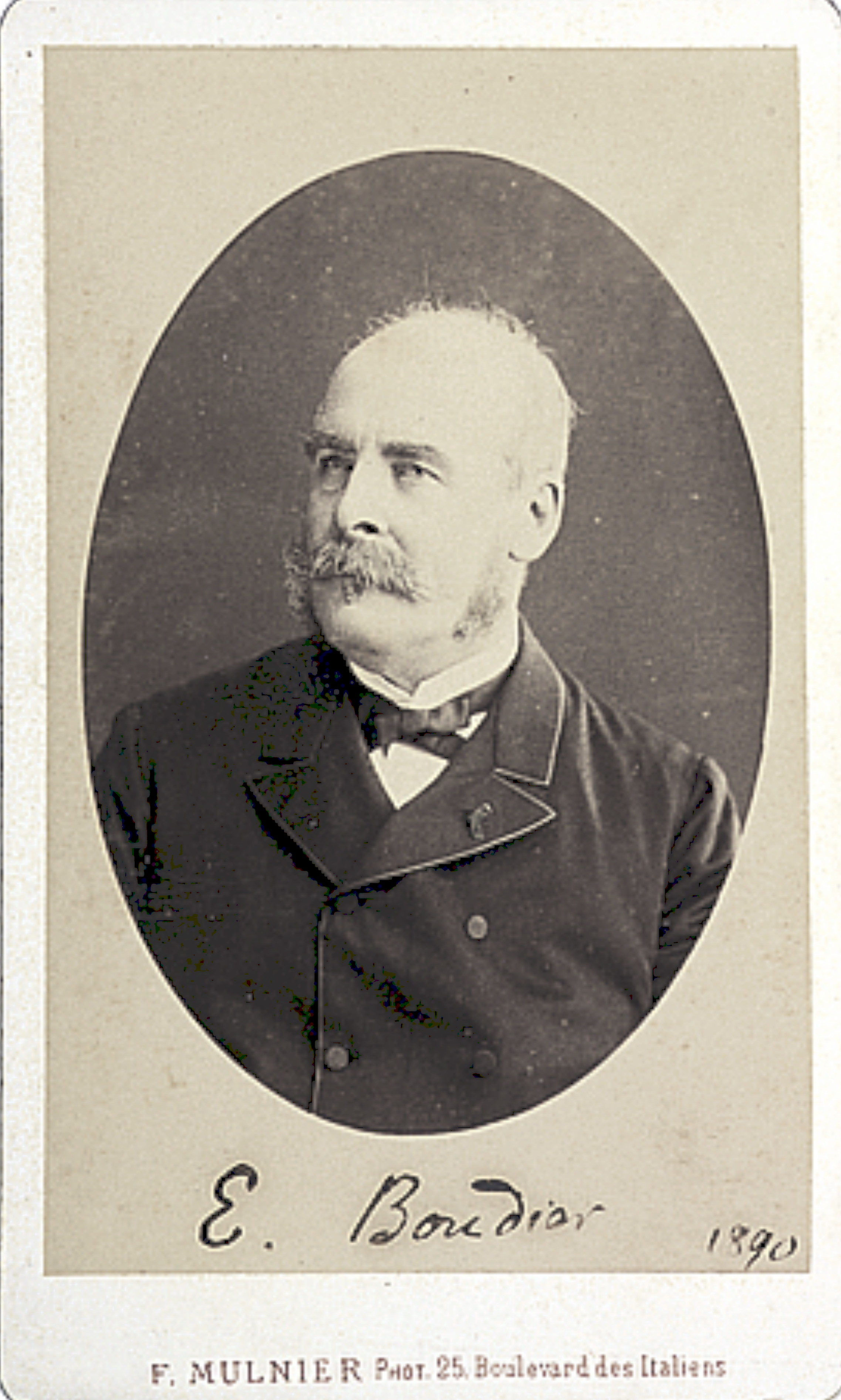
Portrait d'Émile Boudier par Mulnier Photo Paris (collection Saccardo et Università di Padova) 1890

À côté de ces travaux déterminants sur la classification et plus de quatre-vingt-dix publications de systématique, ses talents d'aquarelliste vont asseoir sa réputation à l'échelle mondiale, avec la parution de son magnifique atlas de plus de 600 planches, Icones mycologicae (6 volumes, 1904-1910).
La faculté de pharmacie de Paris lui dédie un de ses amphithéâtres, mais le gouvernement ne reconnaîtra ses mérites qu'en 1910 en le nommant, à 82 ans, chevalier de l'ordre national de la Légion d'honneur.
En 1917 à 89 ans, il se retire à Blois d'où il publie ses Dernières étincelles mycologiques.

## Distinctions
- Chevalier de la Légion d'honneur (1910)

## Publications
- (1869). Mémoire sur les Ascobolées. Annales des Sciences Naturelles, Botanique, sér. 5 10: 191-268.
- (1877). De quelques espèces nouvelle de champignons. Bull. Soc. Bot. France 24: 307-314.
- (1879). Diagnoses nouvelles de quelques espèces critiques de champignons. Bull. Soc. Bot. France 26: 228-236.
- (1881). Nouvelles espèces de champignons de France. Bull. Soc. Bot. France 28: 91-[93], tab.
- (1885). Note sur un nouveau genre et quelques nouvelles espèces des Pyrenomycètes. Revue Mycologique Toulouse 7: 224-[226], tab.
- (1885). Nouvelle classification naturelle des Discomycètes charnus. Bull. Soc. Mycol. France 1: 91-120.
- (1885). Description de quelques espèces nouvelles de champignons basidiosporés. Bull. Soc. Bot. France 32: 282-[283].
- (1887). Notice sur les discomycètes figurés dans les dessins inédits de Dunal. Bull. Soc. Mycol. France 3: 88-96.
- (1888). Nouvelles espèces de Discomycètes inoperculès de France. Bull. Soc. Mycol. France 4: 76-86, 1 pl..
- (1891). Quelques nouvelles espèces de champignons inférieurs. Bull. Soc. Mycol. France 7: 81-83, tab.
- (1891). Trois nouvelles espèces de Pezizes. Bull. Soc. Mycol. France 7: [215].
- avec Patouillard, N.T. (1892). Description de deux nouvelles espèces de Gymnoascus de France. Bull. Soc. Mycol. France 8: 43-45, 1 pl..
- (1896). Description de quelques nouvelles espèces de Discomycètes de France. Bull. Soc. Mycol. France 12: 11-17, pls. 3-4.
- (1897). Nouvelles espèces ou variétés de champignons de France. Bull. Soc. Mycol. France 13 (1): 9-18, pls 1-4.
- (1897). Révision analytique des morilles de France. Bull. Soc. Mycol. France 13 (2): 129-153.
- (1898). Descriptions et figures de quelques espèces de Discomycètes operculés nouvelles ou peu connues. Bull. Soc. Mycol. France 14: 16-23, pls. 3-4..
- (1898). Description d'une nouvelle espèce de morille de France, le Morchella Reilana. Ann. Soc. Bot. Lyon 23: 85-87.
- (1899). Note sur quelques champignons nouveaux des environs de Paris. Bull. Soc. Mycol. France 15: 4-54.
- ave Patouillard, N.T. (1900). Note sur deux champignons hypogés. Bull. Soc. Mycol. France 16: 141-146, 1 pl..
- (1901). Note sur le genre Perrotia, nouveau genre de Discomycètes operculés. Bull. Soc. Mycol. France 17: 23-25.
- (1902). Champignons nouveaux de France. Bull. Soc. Mycol. Fr. 18: 137-146, 3 plates.
- (1904-1905, publ. 1905). Icones Mycologicae 1-5 [Série 1]: pls. 1-100. Paris; Paul Klincksieck. (lire en ligne)
- (1905-1906, publ. 1906). Icones Mycologicae 6-10 [Série 2]: pls. 101-200. Paris; Paul Klincksieck. (lire en ligne)
- (1906-1907, publ. 1907). Icones Mycologicae 11-15 [Série 3]: pls. 201-300. Paris; Paul Klincksieck. (lire en ligne)
- (1907). Histoire et Classification des Discomycètes d'Europe. 223 pp. Paris; Librairie des Sciences Naturelles Paul Klincksieck. (lire en ligne)
- (1907-1908, publ. 1908). Icones Mycologicae 16-20 [Série 4]: pls. 301-400. Paris; Paul Klincksieck. (lire en ligne)
- (1908, publ. 1909). Note sur une nouvelle espèce de Pseudophacidium. Transactions of the British Mycological Society 3: 81.
- (1908-1909, publ. 1909). Icones Mycologicae 21-25 [Série 5]: pls. 401-500. Paris; Paul Klincksieck. (lire en ligne)
- (1909-1910, publ. 1910). Icones Mycologicae 26-30 [Série 6]: pls. 501-600. Paris; Paul Klincksieck. (lire en ligne)
- avec Torrend, C. (1911). Discomycètes nouveaux de Portugal. Bull. Soc. Mycol. France 27: 127-136, tab.
- (1917). Dernières étincelles mycologiques. Bull. Soc. Mycol. France 33: 7-22, tab. 1-6. (lire en ligne)

## Liste destaxonsde Boudier en mycologie

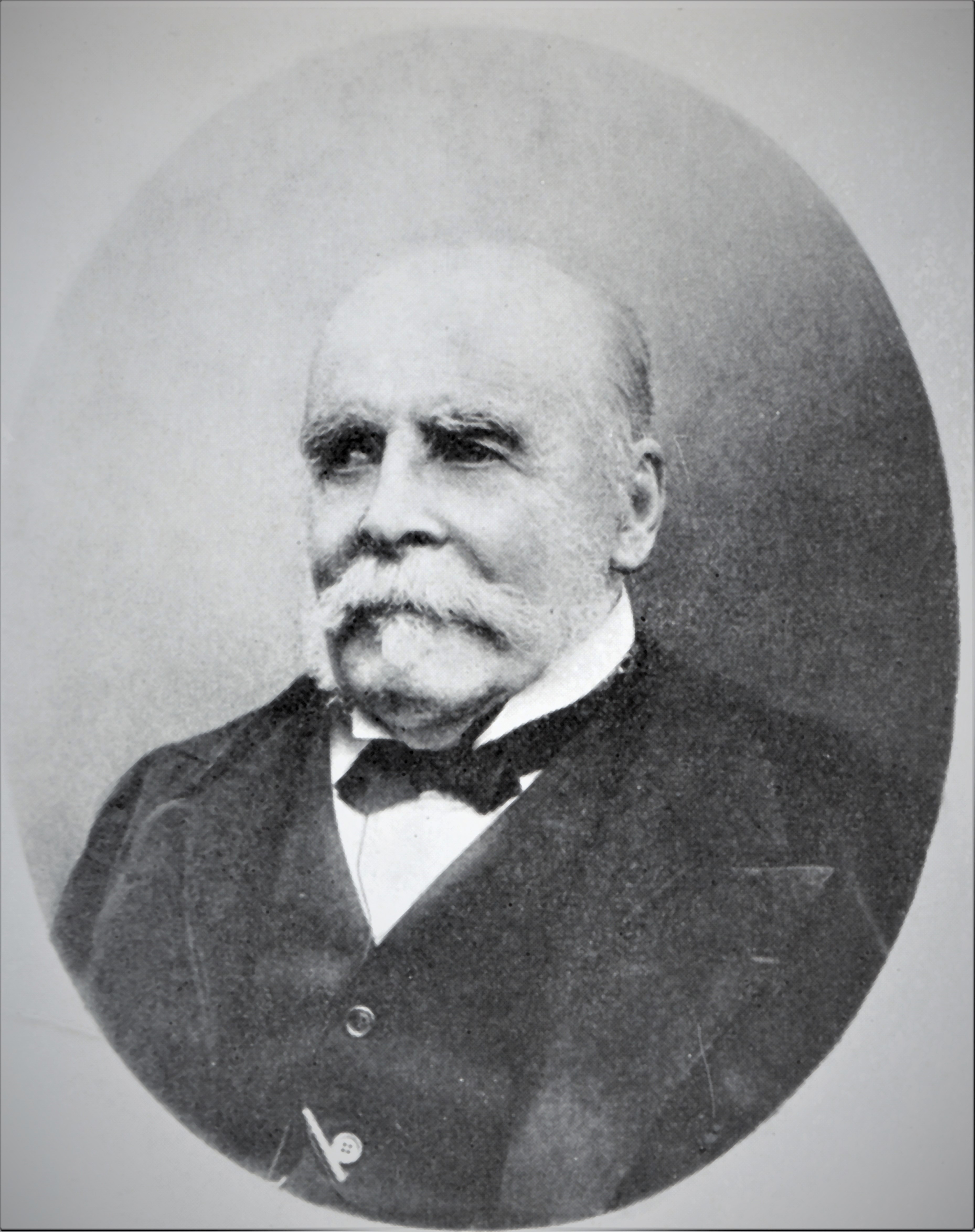
Portrait d'Émile Boudier in Notice nécrologique sur É. Boudier”, Comptes rendus de l'Académie des Sciences (CRAS)” nr. 170, 1920, p. 417

En plus des genres Boudiera et Boudierella, et des 86 espèces et sous-espèces boudieri que lui ont dédiées les mycologues, Boudier a décrit (sous son seul nom) les taxons suivants :
- Genres : 
  - Ascophanus (en) (1869)
  - Pulvinula (1885)
- Espèces :
  - Ascobolus michaudii
  - Boletus dupainii
  - Clitocybe arnoldii
  - Collybia benoistii
  - Coprinus tigrinellus
  - Cortinarius alpinus
  - Disciotis maturescens et sa variété fulvescens
  - Entoloma sericellum
  - Exobasidium vaccinii-uliginosi (en)
  - Ganoderma resinaceum, G. valesiacum
  - Helvella alpestris, H. lactea
  - Humaria menieri, H. superans
  - Inocybe acuta, I. ionipes, I. maculata
  - Lactarius flavidus, L. fluens, L. rufus v. exumbonatus
  - Lamprospora carbonicola, L. dictydiola
  - Marasmius menieri
  - Microglossum fuscorubens
  - Morchella conica v. intermedia, M. esculenta v. umbrina, M. hortensis, M. inamoena, M. rielana
  - Orbilia curvatispora, O. sarraziniana
  - Peziza ampliata v. costifera, P. arvernensis
  - Pluteus luctuosus
  - Terfezia boudieri v. pedunculata
  - Torrendiella ciliata

## Taxons dédiés à Émile Boudier
Outre les Genres ( Boudiera et Boudierella), la communauté scientifique lui a dédié 86 espèces et sous-espèces aux épithètes  boudieri ou emilii, entre autres :
| - Boudiera Cooke 1877 (Pezizaceae) - Boudiera Lázaro Ibiza 1916,à présent Phellinus (Hymenochaetaceae) - Boudierella Sacc. 1895, (Pyronemataceae) - Boudierella Costantin 1897, à présent Conidiobolus (Ancylistaceae) - Amanita boudieri Jean-Baptiste Barla 1887, (Amanitaceae ) - Amanita emilii Riel 1907, à présent Amanita regalis - Aposphaeria boudieri Rolland 1896 - Arachnoscypha boudieri V.G. Rao & Subhedar 1980 (Hyaloscyphaceae) - Ascobolus boudieri Quél. 1880 (Ascobolaceae) - Ascobolus boudieri Lorton 1914, à présentAscobolus leveillei (Ascobolaceae) - Ascophanus boudieri Renny & W. Phillips 1887 à présent Ascobolus brassicae (Ascobolaceae) | - Boletus boudieri Quél. 1879, à présent Suillus granulatus (Suillaceae) - Collybia boudieri Henri Romagn. 1954, momentan Tephrocybe boudieri (Lyophyllaceae) - Coprinus boudieri Quél. 1877, à présent Coprinellus angulatus (Psathyrellaceae) - Cortinarius boudieri Rob. Henry 1936 (Cortinariaceae) - Discina boudieri Sacc. 1889 (Discinaceae) - Helotium boudieri Sacc. 1892 (Helotiaceae) - Helotium boudieri Sacc. & Trotter 1913 (Helotiaceae) - Ixocomus boudieri Quél. 1887, à présent Suillus boudieri (Suillaceae) - Lachnea boudieri Höhn. 1910, à présent Aleuria boudieri (Pyronemataceae) | - Lepiota boudieri Bres. 1881 (Agaricaceae) - Lepiota boudieri Guég. 1908, à présent Leucocoprinus straminellus (Agaricaceae) - Leucoagaricus boudierianus Bon 1993, (Agaricaceae) - Lyophyllum boudieri Kühner & Romagn. 1954, à présent Tephrocybe boudieri (Lyophyllaceae) - Peridermium boudieri E. Fisch. 1895 - Phialea boudieri Quél. 1877, à présent Discinella boudieri (Helotiaceae) - Pistillaria boudieri Pat. 1886 (Typhulaceae) - Pluteus boudieri P.D. Orton 1960, à présent Pluteus plautus (Pluteaceae) - Polysaccum boudieri Lloyd 1904 (Sclerodermataceae) - Saccobolus boudieri Oudem. 1882 (Ascobolaceae) - Sepultaria boudieri Torrend 1909 (Pyronemataceae) | - Sphaeronaema boudieri Richon 1889, à présent Morrisographium boudieri (Anamorphic Pezizomycotina) - Sphaerulina boudieriana Sacc. & Malbr. (Mycosphaerellaceae) - Streptotheca boudieri Vuill. 1887, à présent Ascozonus boudieri (Thelebolaceae) - Tephrophana boudieri Romagn. 1954 (Marasmiaceae) - Terfezia boudieri Chatin 1892 (Pezizaceae) - Tricholoma boudieri Barla 1887, à présent Tricholoma saponaceum (Tricholomataceae) - Trichophaea boudieri Grélet 1917, à présent Paratrichophaea boudieri (Pyronemataceae) - Xerocomus boudieri Singer 1942 (Boletaceae) - Zopfia boudieri Arnaud 1913, à présent Rechingeriella boudieri (Zopfiaceae) |